# Granvik, Karlsborgs kommun
Granvik är en ort i Karlsborgs kommun i Västergötland. År 1990 klassade SCB Granvik som småort.
Granvik är beläget 15 kilometer norr om Karlsborg vid Vättern. Hamnen ligger i förlängningen av en dalgång där industriell verksamhet har bedrivits. 

## Historia
Under en period av flera hundra år var Granvik en betydelsefull industriort. Här fanns redan på 1500-talet en kronosåg och på 1680-talet uppfördes också en masugn. I området har senare funnits bland annat kvarn, tegelbruk och skeppsvarv. Hamnen utgjorde den gamla lastplatsen för Granviks bruk.
Vattenkraften vid Granvik nyttjades under lång tid för sågning och masugnsdrift. Bäcken som genomkorsar Granviksområdet bildar två kortare fallsträckor före utloppet i Vättern. Vattenföringen i bäcken gynnas av uppströms belägna sjöar.

## Samhället
Kring hamnen finns stugor för uthyrning, en restaurang samt Granviks herrgård med anor från tidigt 1700-tal. 
Hamnen används idag uteslutande för fritidsbåtar. Strax norr om hamnen finns en liten badplats och längre upp vid väg 49 finns Granviks Vandrarhem. Från Granviks Besökscentrum utgår ett flertal vandringsleder och Västra Vätterleden passerar där.
Sedan 1974 omger Granviks naturreservat den gamla orten.